# کو اون
کو اون (به انگلیسی: Goeun) (به کره‌ای: 고은) (زاده ۱ آگوست یا ۱۱ آوریل ۱۹۳۳) شاعر، مترجم و فعال سیاسی اهل کره جنوبی است. آثار او به بیش از ۱۵ زبان ترجمه شده‌است. بسیاری از سال‌های عمر وی در زندان سپری شده‌است. او را اغلب به عنوان برندۀ احتمالی نوبل ادبیات در نظر می‌گیرند به‌طوری که در هنگام اعلام نتایج هر دوره از این جایزه، اغلب خبرنگاران در مقابل خانهٔ وی جمع می‌شوند.

## زندگی
کو در سال ۱۹۳۳ در گانسان و با نام کو اون‌تائه زاده شد. هنگامی که جنگ کره آغاز شد وی در مدرسهٔ راهنمایی گانسان درس می‌خواند. جنگ کره روی کو از لحاظ روحی و جسمی تأثیر زیادی گذاشت؛ جنگ باعث مرگ بسیاری از بستگان و دوستان وی شد و او نیز از لحاظ روانی آسیب شدیدی دید. در همین دوران، در دوره‌ای که کو دچار یک بحران روحی شدید شده بود با ریختن اسید در گوش خود، شنوایی‌اش آسیب شدیدی دید و هنگامی که در سال ۱۹۷۹ مورد ضرب و شتم پلیس قرار گرفت، این آسیب‌دیدگی شدت یافت.
در سال ۱۹۵۲ پیش از پایان جنگ کره کو به یک راهب بودایی بدل شد و پس از یک دوره زندگی رهبانی، در سال ۱۹۶۲ تصمیم گرفت به دنیای فعال و مادی بازگشته و شاعر فدایی شود. از سال ۱۹۶۳ تا ۱۹۶۶ او در ججو-دو زندگی می‌کرد، جایی که او یک مدرسهٔ خیریه راه‌اندازی کرد. سپس به سئول بازگشت. زندگی بیرونی وی چندان آرام نبود و او هنگام خودکشی دوم خود در سال ۱۹۷۰ آسیب دید.
هنگامی که در اواخر سال ۱۹۷۲ حکومت کره جنوبی تلاش کرد با قانون اساسی یوشین مردم‌سالاری را محدود کند، کو در جنبش دموکراسی‌خواهی بسیار فعال شد. این جنبش منجر به بهبود وضعیت سیاسی کره جنوبی شد. در این دوره او نوشته‌های فراوانی می‌نوشت و چهار بار به زندان افتاد (در سال‌های ۱۹۷۴، ۱۹۷۹، ۱۹۸۰ و ۱۹۸۹).
در مه سال ۱۹۸۰ هنگام کودتای چون دو-هوان کو به اتهام خیانت به کشور به ۲۰ سال زندان محکوم شد اما در سال ۱۹۸۲ در یک عفو عمومی آزاد شد.
پس از آزادی زندگی او آرامتر شد. با چاپ اشعار قبلی‌اش با تجدید نظرهای زیاد، بسیاری از پیروان خود را مبهوت کرد. کو در سال ۱۹۸۳ با سانگ-وا لی ازدواج و به آنسئونگ نقل مکان کرد؛ جایی که هنوز در آن زندگی می‌کند. او نوشتن را از سر گرفت و شروع کرد به مسافرت. این سفرها مواد اولیهٔ بسیاری را برای اشعار او فراهم آوردند. از سال ۲۰۰۷ او به عنوان استاد مدعو در دانشگاه ملی سئول ادبیات و شعر تدریس می‌کند.

## آثار
کو از سال ۱۹۵۸ شروع به چاپ آثارش کرد. آثار چاپ‌شدهٔ او به حدود ۱۳۵ جلد می‌رسد که شامل اشعار، داستان‌های بودایی، خودزندگی‌نامه، درام، مقالات، ترجمه‌های او از چینی کلاسیک و سفرنامههای وی می‌شود.

### ترجمه اشعار به فارسی
تعدادی از اشعار کو اون توسط شهرام فرضی و محسن عمادی ترجمه شده و در سایت خانه شاعران جهان منتشر شده است.
تعداد دیگری از اشعار او با برگردان مانا آقایی در نشریه ی رودکی و کتاب هواپیمایی به آرامی سنجاقک: منتخب اشعار آسیای دور (انتشارات بوتیمار٬ ۱۳۹۳) به چاپ رسیده است. «گل‌های یک‌روزه» گزیده ای از اشعار این شاعر با ترجمه مانا آقایی و رباب محب است که در سال ۱۳۹۸ توسط نشر سیب سرخ منتشر شده است. 

## جوایز ادبی
- جایزه ادبی کره (۱۹۷۴، ۱۹۸۷)[۵]
- جایزه ادبی منهائه (۱۹۸۹)[۶]
- جایزه ادبی جونگانگ (۱۹۹۱)[۷]
- جایزه ادبی دائه‌سان (۱۹۹۴)[۸]
- جایزه سیکادا (جایزه ادبی سوئدی برای شعر آسیای شرقی) (۲۰۰۶)
- جایزه ادبی گریفین به پاس یک عمر دستاورد ادبی (۲۰۰۸)
- تاج گل طلایی شب‌های شعر استروگا (۲۰۱۴)[۹]

## پی‌نوشت
1. 1 2  "Stockholm disappoints Korea again: South Korean poet Ko Un misses out on Nobel literature prize" بایگانی‌شده  در ۶ مارس ۲۰۱۲ توسط Wayback Machine. The Korea Herald. 7 October 2010.
2. ↑  "Hopes high for Ko Un’s chance for Nobel prize" بایگانی‌شده  در ۶ مارس ۲۰۱۲ توسط Wayback Machine. The Korea Herald. 7 October 2010. "The local media and literary circles are expressing hope again about the possibility that Korean poet Ko Un might receive..."
3. ↑  Moon So-young and Lee Sun-min "Noble Hopes Dashed for Ko Un," JoongAng Daily October 9, 2010.
4. ↑  1958년 『현대문학』에 <봄밤의 말씀>, <눈길>, <천은사운> 등이 추천되어 등단.
5. ↑  한국문학작가상 수상(۱۹۷۵)
6. ↑  제3회 만해 문학상 수상(۱۹۸۹)
7. ↑  중앙문화대상 예술상 수상(۱۹۹۱)
8. ↑  대산문학상
9. ↑  «شاعر کره‌ای تاج گل طلایی را بر سر گذاشت». ایسنا.